# Surrogates
Surrogates är en science fiction-film/action-film från 2009, regisserad av Jonathan Mostow. Filmen är baserad på en serietidning som heter The Surrogates av Robert Venditti och Brett Weldele. Filmen hade biopremiär i Sverige den 2 oktober 2009 och släpptes på DVD i Sverige den 3 februari 2010. Filmen är tillåten från 11 år.

## Handling
Tänk dig att leva en värld där det är robotar men i denna värld heter det surrogater som ser ut som du, går till jobbet och du får vara hemma hela tiden och inte behöver gå ut alls men du ser vad din surrogat gör hela tiden. Men en dag förändras detta när en student får tag på ett vapen som dödar surrogater och den som har surrogaten. FBI-agenten Tom Greer (Bruce Willis) blir då tvungen att stoppa honom när hans egen surrogat blir dödad i en helikopterolycka, han ger sig ut i staden igen med risk för sitt eget liv för att lösa fallet. Frågan är vem som är verklig och vem man kan lita på.

## Tagline
Hur räddar man mänskligheten när den enda som är verklig är du?

## Rollista (i urval)
- Bruce Willis - Agent Tom Greer
- Radha Mitchell - Agent Jennifer Peters
- Rosamund Pike - Maggie Greer
- Ving Rhames - Profeten
- Boris Kodjoe - Agent Andrew Stone
- Jack Noseworthy - Miles Strickland
- James Cromwell - Dr. Lionel Canter
- Michael Cudlitz - Colonel Brendan